# Видлунд, Эйвар
Эйвар Видлунд (швед. Eivar Widlund; 15 июня 1906, Эребру — 31 марта 1968, Стокгольм) — шведский футболист, вратарь.

## Клубная карьера
Во взрослом футболе дебютировал в 1928 году выступлениями за клуб АИК, цвета которого и защищал на протяжении всей своей карьеры, которая длилась восемь лет.
Умер 15 марта в 1968 году на 62-м году жизни в Стокгольме.

## Выступление за сборную
В 1930 году дебютировал в официальных матчах в составе национальной сборной Швеции. В течение следующих трёх лет провёл в форме главной команды страны 5 матчей, пропустив 11 голов.
Впоследствии был включён в состав шведской сборной для участия в чемпионате мира 1934 года, проходившем в Италии, однако на этом турнире был только резервистом основного голкипера команды Андерса Рюдберга и на поле не выходил.